# Cierniak rudoczelny
Cierniak rudoczelny (Phacellodomus rufifrons) – gatunek małego ptaka z rodziny garncarzowatych (Furnariidae), podrodziny ogończyków (Synallaxinae). Występuje w Ameryce Południowej. Nie jest zagrożony wyginięciem.

## Taksonomia
Po raz pierwszy gatunek opisał Maximilian zu Wied-Neuwied w 1821. Holotyp pochodził z okolic granicy brazylijskich stanów Bahia i Minas Gerais. Wied-Neuwied przydzielił gatunkowi nazwę Anabates rufifrons; obecnie (2020) akceptowana przez Międzynarodowy Komitet Ornitologiczny (IOC) nazwa to Phacellodomus rufifrons. IOC wyróżnia 4 podgatunki, autorzy Handbook of the Birds of the World wyróżniają również dodatkowe 2. Niektórzy autorzy uważają, że cierniak rudoczelny tworzy nadgatunek z cierniakiem małym (P. sibilatrix). Te dwa ptaki mają jednak pokrywający się w sporej części zasięg i różnią się rozmiarami oraz strukturą budowy gniazda.

## Podgatunki i zasięg występowania

Zasięg występowania cierniaka wenezuelskiego

IOC wyróżnia następujące podgatunki:
- P. r. peruvianus Hellmayr, 1925 – południowy Ekwador i północne Peru;
- P. r. specularis Hellmayr, 1925 – północno-wschodnia Brazylia (Pernambuco[4]);
- cierniak rudoczelny (P. r. rufifrons) (zu Wied-Neuwied, 1821) – wschodnia Brazylia (południowy stan Maranhão, Bahia, południowy Piauí, północny Minas Gerais[4]);
- cierniak ubogi (P. r. sincipitalis) Cabanis, 1883 – wschodnia Boliwia, południowa Brazylia, północno-centralny Paragwaj i północno-zachodnia Argentyna.

Niektórzy systematycy, w tym autorzy Handbook of the Birds of the World i Kompletnej listy ptaków świata, do P. rufifrons wliczają także dwa podgatunki, które IOC wydziela do odrębnego gatunku o nazwie Phacellodomus inornatus (cierniak wenezuelski):
- P. r. inornatus Ridgway, 1887 – północno-środkowa Wenezuela;
- P. r. castilloi Phelps Jr & Aveledo, 1987 – północno-wschodnia Kolumbia oraz zachodnia i środkowa Wenezuela.

## Morfologia
Długość ciała wynosi 16 do 17 cm, masa ciała – 18–31 g. Wymiary szczegółowe w zależności od podgatunku (w mm):
| Podgatunek         | n  | Długość skrzydła | D. ogona   | D. dzioba (górna krawędź) | D. skoku   | D. środkowego palca |
| ------------------ | -- | ---------------- | ---------- | ------------------------- | ---------- | ------------------- |
| P. r. peruvians    | 6  | 66,6 ± 1,2       | 72,3 ± 2,1 | 12,4 ± 1,0                | 21,2 ± 1,1 | 18,9 ± 1,3          |
| P. r. specularis   | 2  | 63,1             | 73,8       | 14,1                      | 20,9       | 19,3                |
| P. r. rufifrons    | 7  | 63,9 ± 1,3       | 78,5 ± 2,9 | 12,8 ± 1,1                | 19,9 ± 1,4 | 19,4 ± 1,1          |
| P. r. sincipitalis | 13 | 68,6 ± 2,0       | 84,2 ± 1,3 | 13,6 ± 0,9                | 22,1 ± 1,3 | 18,6 ± 1,1          |

U podgatunku nominatywnego występuje płowa brew sięgająca wprzód po obszar nad ciemnoszarym kantarkiem. Okolice tuż za okiem ciemnobrązowe. Pozostała część boków głowy ma płowobrązowy kolor. Czoło ciemnorude. Pióra na wierzchu głowy są ciemne, płowobrązowe; mają jaśniejsze stosiny. Wierzch ciała aż po pokrywy nadogonowe matowobrązowy, nieco jaśniejsze od wierzchu głowy. Pokrywy skrzydłowe i lotki matowobrązowe, pokrywy lotek I rzędu ciemniejsze. Ogon stopniowany, sterówki matowobrązowe. Spód ciała ma dość jednolity, białobrązowy kolor. Po bokach ciemniejszy. Na pokrywach podogonowych występuje rdzawy odcień. Tęczówka od brązowej poprzez szarą po szarobiałą; źródło zmienności nieznane, możliwe, że kolor tęczówki zależy od wieku. Górna szczęka czarniawa po ciemnoszarą, żuchwa szara po szaroniebieską. Nogi szare. Nie występuje dymorfizm płciowy.

## Ekologia
Środowiskiem życia cierniaka rudoczelnego są pustynne zakrzewienia, tropikalne lasy z drzewami zrzucającymi liście, cerrado, pustynne górskie zakrzewienia, lasy wtórne, lasy galeriowe, llanos, sawanna i otwarte obszary zakrzewione z porozrzucanymi drzewami. Przypuszczalnie kluczowa dla występowania cierniaków rudoczelnych w danym obszarze jest obecność gęstych krzewów i drzew potrzebnych do gniazdowania. Spotykany na wysokości od poziomu morza do 1200 m n.p.m., lokalnie do 2000 m n.p.m. Pożywienie P. rufifrons stanowią bezkręgowce. Wiadomo, że zjada chrząszcze (w tym ryjkowcowate i biegaczowate), prostoskrzydłe, pluskwiaki, mrówki i pajęczaki. Zwykle widywany w parach, czasem grupach 3–10 osobników, w tym pomocników lęgowych; rzadko żeruje w wielogatunkowych stadach. Zazwyczaj żeruje na ziemi zbierając stawonogi z opadłych liści, okazjonalnie zbiera je też z martwych gałęzi i liści drzew i krzewów.

### Lęgi

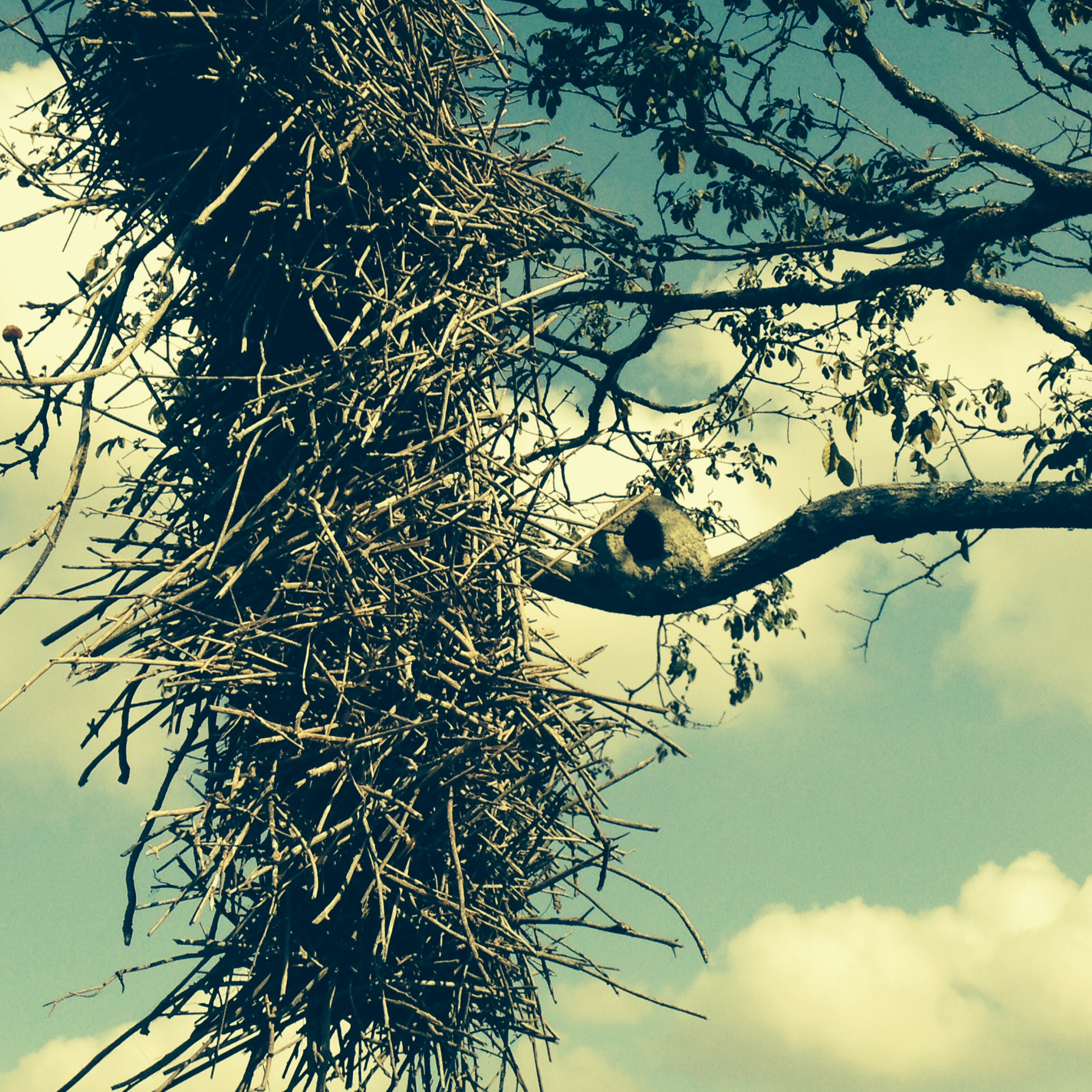
Gniazdo Phacellodomus rufifrons (po lewej) i garncarza rdzawego (Furnarius rufus; po prawej)

Okres lęgowy w Wenezueli przypada głównie na czerwiec–listopad. We wschodniej Brazylii ptaki niosą się we wrześniu i grudniu. W Argentynie jaja stwierdzano w październiku, grudniu i marcu. Prawdopodobnie gatunek monogamiczny. Pary utrzymują się cały rok, podobnie jak i terytoria. Gniazdo jest bardzo duże w porównaniu do rozmiarów samego cierniaka. Ma formę cylindra o długości 0,5–2,5 m, szerokości 25–100 cm. Zbudowane jest z patyków, często ciernistych; niektóre mogą mierzyć do 52 cm długości. Wszystkie wejścia są połączone z komorami tunelami długości 10–15 cm. Samych komór jest ponad dwa, może ich być nawet 8 lub 9; mają średnicę 10–15 cm, niekiedy mają także „przedpokój”. Wyściółkę stanowią kawałki kory, liście, włosy, gadzie skóry oraz pióra. Gniazdo zawieszone jest 2–23 m nad ziemią. Nowe gniazda często są budowane koło starych; ptaki regularnie używają ponownie starych konstrukcji. Jaja są składane do najniżej położonej komory; zniesienie liczy 3–4 jaja. Inkubacja trwa 16–17 dni. Młode pozostają w gnieździe przez 21–22 dni, są karmione przez samca i samicę. Jednokrotnie obserwowano pomocnika lęgowego karmiącego młode.
Gniazda często są przywłaszczane przez inne ptaki, np. kacyki plamoskrzydłe (Icterus icterus).

## Status i zagrożenia
Międzynarodowa Unia Ochrony Przyrody (IUCN) od 2016 roku uznaje cierniki rudoczelnego i wenezuelskiego za osobne gatunki i zalicza je do kategorii najmniejszej troski (LC, Least Concern). BirdLife International uznaje trend liczebności populacji obu tych taksonów za stabilny. Cierniaki rudoczelne zdają się tolerować w pewnym stopniu przekształcanie środowiska przez człowieka.